# Николаево-Иловайский
Николаево-Иловайский — хутор в Неклиновском районе Ростовской области.
Входит в состав Васильево-Ханжоновского сельского поселения.

## Население
| 2010 |
| ---- |
| 188  |

## Улицы
- ул. Восточная,
- ул. Ленина,
- ул. Социалистическая.